# 索尔莫讷
索尔莫讷（法語：Sormonne，法語發音：[sɔʁmɔn]）是法国阿登省的一个市镇，属于沙勒维尔-梅济耶尔区。

## 地理
索尔莫讷（49°48'38"N, 4°33'59"E）面积4.75 平方千米，位于法国大東部大區阿登省，该省份为法国北部内陆省份，西接埃纳省，南至马恩省，东临默兹省，北与比利时接壤。
与索尔莫讷接壤的市镇（或旧市镇、城区）包括：昂莱穆瓦讷、阿尔西、洛尼、米尔坦和博尼、勒米伊莱波泰。
索尔莫讷的时区为UTC+01:00、UTC+02:00（夏令时）。

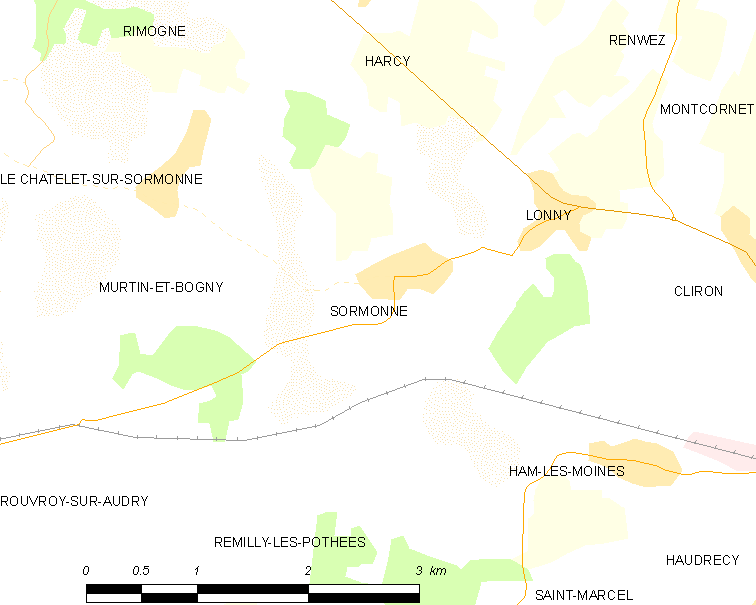
索尔莫讷的OSM定位图

## 行政
索尔莫讷的邮政编码为08150，INSEE市镇编码为08429。

## 政治
索尔莫讷所属的省级选区为罗克鲁瓦县。

## 人口

1962-2008年间索尔莫讷人口变化图示

索尔莫讷于2022年1月1日时的人口数量为527人。